# Ananteris dorae
Espèce
Ananteris dorae est une espèce de scorpions de la famille des Ananteridae.

## Distribution
Cette espèce est endémique du département de Nariño en Colombie. Elle se rencontre vers Ricaurte.

## Description
La femelle holotype mesure 16,20 mm.

## Systématique et taxinomie
Cette espèce a été décrite par Botero-Trujillo en 2008.

## Étymologie
Cette espèce est nommée en l'honneur de Dora Elizabeth Mendoza.

## Publication originale
- Botero-Trujillo, 2008 : « The scorpion genus Ananteris in Colombia: comments on the taxonomy and description of two new species (Scorpiones, Buthidae). » The Journal of Arachnology, vol. 36, no 2, p. 287-299 (texte intégral).